# نحن العراقيون (فلم)
«نحن العراقيون» هو فيلم وثائقي للمخرج العراقي عباس فاضل تجري احداثة في العراق، عام 2003. الفلم يستعرض مخاوف وآمال المواطنين البسطاء الذين أستيقظوا من كابوس الدكتاتورية ليجدوا أنفسهم في واقع جديد تعم فيه الفوضى والعنف.
الفلم شارك في عده مهرجانات دوليه (ميلانو، اميان، قرطاج، باريس، مارسيليا، بياريتس) كما تم عرضه تلفيزيونيا في فرنسا وبلدان أخرى.

## الملخص
قبل حرب 2003، يعود المخرج عباس فاضل إلى بغداد، حيث تعيش عائلته، ويبدأ بتصوير ذويه على أمل أن يمنع ذلك عنهم المخاطر التي تهددهم. يعود بعد ذلك إلى فرنسا عند اندلاع الحرب. لا يصله أي خبر من أسرته، فيرجع من جديد إلى العراق، حيث يجد واقعاً مختلفاً، لبلد مزقه العنف، تعمه الفوضى، تحت الاحتلال الأجنبي. اللحظة التاريخية تحمل معها كل الممكنات.
- العنوان العالمي : We Iraqis
- العنوان الفرنسي : Nous les Irakiens
- إخراج وتصوير : عباس فاضل
- مونتاج : ستيفان فوكو وصوفي أمبير
- إنتاج :أفلام آغات (فرنسا)، القناة الفرنسية الثانية

## الجوائز
- جائزة لجنة تحكيم مهرجان السينما الافريقيه والاسيويه واللاتينية، إيطاليا، 2005

## وصلات
- مقالات تستعمل روابط فنية بلا صلة مع ويكي بيانات
- موقع الفيلم (بالإنجليزية)
- موقع الفيلم (بالفرنسية)
- صور الفيلم
- ـ فيديو في باريس مع المخرج عباس فاضل على يوتيوب